# Axel Körner
Axel Körner (* 1967) ist Professor für Neuere Geschichte an der Universität Leipzig am Lehrstuhl für Neuere Kultur- und Ideengeschichte.

## Leben
Körner studierte unter anderem in Berlin, Lyon und Florenz. Verschiedene Gastprofessuren führten Körner an das Institute for Advanced Study in Princeton, die École Normale Supérieure in Paris und das Remarque-Center der New York University. 2008 war er Gründungsdirektor des UCL-Zentrums für transnationale Geschichte und hatte seit 2012 einen Lehrstuhl am University College of London (UCL) inne. Zum 1. Oktober 2021 wechselte er vom UCL nach Leipzig und bekleidet seitdem die Professur für Neuere Kultur- und Ideengeschichte. Sein Hauptforschungsgebiet ist die kulturelle und ideengeschichtliche Entwicklung in Europa vom 18. bis in das 21. Jahrhundert. Ferner beschäftigte er sich mit transatlantischer Geschichte sowie im Speziellen mit der Geschichte der Oper im 19. Jahrhundert.
2023 wurde Körner zum Mitglied der Academia Europaea gewählt.

## Schriften (Auswahl)
- als Herausgeber mit Tessa Hauswedell, Ulrich Tiedau: Re-Mapping Centre and Periphery. Asymmetrical Encounters in European and Global Contexts. UCL Press, London 2020, ISBN 978-1-78735-101-1.
- America in Italy. The United States in the Political Thought and Imagination of the Risorgimento, 1763–1865. Princeton University Press, Princeton NJ u. a. 2017, ISBN 978-0-691-16485-4.
- als Herausgeber mit Nicola Miller, Adam I. P. Smith: America Imagined. Explaining the United States in Nineteenth-Century Europe and Latin America. Palgrave Macmillan, New York NY u. a. 2012, ISBN 978-1-137-01897-7.
- Politics of Culture in Liberal Italy. From Unification to Fascism (= Routledge Studies in modern European History. 12). Routledge, New York NY u. a. 2009, ISBN 978-0-415-96291-9.
- als Herausgeber: 1848 – A European Revolution? International Ideas and National Memories of 1848. Palgrave MacMillan u. a., Basingstoke 2000, ISBN 0-333-74929-4.
- Das Lied von einer anderen Welt. Kulturelle Praxis im französischen und deutschen Arbeitermilieu 1840–1890 (= Historische Studien. Band 22). Campus, Frankfurt (Main) u. a. 1997, ISBN 3-593-35847-6.[3]